# گدرینگ دولوپرز
گدرینگ دولوپرز (انگلیسی: Gathering of Developers) یک ناشر بازی ویدئویی آمریکایی بود.